# Leptodesmia
Leptodesmia är ett släkte av ärtväxter. Leptodesmia ingår i familjen ärtväxter.
Kladogram enligt Catalogue of Life:
| Leptodesmia | \| \| Leptodesmia bojeriana \| \| \| \| \| \| Leptodesmia congesta \| \| \| \| \| \| Leptodesmia perrieri \| \| \| \| |
|             | \| \| Leptodesmia bojeriana \| \| \| \| \| \| Leptodesmia congesta \| \| \| \| \| \| Leptodesmia perrieri \| \| \| \| |
|             | Leptodesmia bojeriana                                                                                                 |
|             | |
|             | Leptodesmia congesta                                                                                                  |
|             | |
|             | Leptodesmia perrieri                                                                                                  |
|             | |